# Дъмбенци
Дъмбенците (на гръцки: Δενδροχώριώτες, Дендрохориотес) са жителите на село Дъмбени (Дендрохори), Гърция. Това е списък на най-известните от тях.

## Родени в Дъмбени
А – Б – В – Г – Д –
Е – Ж – З – И – Й —
К – Л – М – Н – О —
П – Р – С – Т – У —
Ф – Х – Ц – Ч – Ш —
Щ – Ю – Я

### А
| “ | От ляво надясно и от първи ред към четвърти: Доно Шмагранов, Трайко Багальов, Нумо Гуцов, Ванчо Прешленков, Димко Търпенов, Ристо Дуров, Цильо Шмагранов, Митре Донов, Тольо Кенков, Нумо Богальов, Нумо Калков, Лазо Здрольов, Стоян Ризов, Спасо Кунаков, Кольо Терзиовски, Лазо Здрольов, Стоян Ризов, Спасо Кунаков, Кольо Терзиовски, Трайко Терзиовски, Коста Журков, Ристо Аджиев, Насо Поповски, Лазо Шмагранов, Лазо Цалев, Липо Караджов, Васил Андриовски, Павльо Караджов, Цильо Търпенов, Васил Цалев, Киряко Пачков, Стойко Кенков, Ванчо Шкокльов, Кольо Чочев, Дичо Терзиовски, Трайко Кърциски, Йорго Кондов, Цильо Здрольов, Йорго Ралев, Лазо Гергинов, Йорго Шмагранов, Киро Гергинов, Кольо Поповски, Доно Ралев, Коста Прешленков, Нумо Андриовски, Поп Фильо, Йорго Дельовски, Коста Чонков, Лексо Доновски, Фильо Цалев, Цильо Патулов, Митре Саров, Нумо Терзиовски, Кольо Журков, Търпо Скивинов, Кольо Саров, Цильо Ангелов, Ристо Караджов, Яне Ратков – знаменосец, Нумо Журков, Доно Поповски, Кольо Шимбов, Кольо Ангелков, Насо Търповски, Кръсто Ангелков, Кольо Пейов, Ванчо Попстерьов, Лазо Марков и Лазо Ангелков) | ” |
|   | |   |

- Андон Димитров, български революционер от ВМОРО, четник на Пандо Кляшев[1]
- Андон Попщерев (Дончо Попщерьов, Доне Дъмбенски, 1881 – 1932), български революционер, македоно-одрински опълченец
- Антон Цалев (1915 – 1948), гръцки комунист; в 1932 година става член на ОКНЕ; работи срещу диктатурата на Метаксас; след окупацията на Гърция от Германия и Италия продължава с комунистическата дейност; доброволец в редовете на ДАГ; издига се до политически комисар на военна част; взема участие в отбраната на Вич и Грамос; загива в сражение на 13 август 1948 година; посмъртно е произведен в чин капитан[2]
- Антоние Шкоклев (1923 - 2018), хирург от Северна Македония
- Апостол Атанасов Кенков, български революционер, деец на ВМОРО[3]
- Апостол Грежов (1861 – 1935), български просветен деятел и революционер
- Атанас Близнаков (1901 – 1998), общественик от Северна Македония
- Анастас Караджов (1914 – 1942), комунистически деец от Македония
- Атанас Търпенов, български революционер от ВМОРО, четник на Христо Цветков[4]

### В
- Васил Какалов (Какалев, Кокилев, 1878 - 1913), български революционер, македоно-одрински опълченец, Костурска съединена чета[5]
- Васил Пуйовски (1946 - 2019), поет от Северна Македония
- Васко Караджа (1923 – 2005), поет от Северна Македония

### Г
- Георги Шиперков (1877 – след 1943), български революционер

### Д
- Димитър Кенков (1872 – ?), български предприемач

### Е
- Евдокия Фотева (1926-2011), комунистически деец

### Ж
- Живко Шкоклевски (1937 – 2004), инженер от Северна Македония

### И
- Иван Москов (1888 – 1936), български революционер

### Й
- Йото Здрольов (1883 – 1903), български революционер, загинал при превземането на Невеска по време на Илинденското въстание[6]

### К
- Кирияко Търповски (? – 1903), български революционер
- Коста Здрольов, костурски войвода на ВМОРО[7]
- Коста Търповски (1914 – 1944), гръцки комунист, брат на Лазар Търповски, става член на КПГ по време на диктатурата на Метаксас, нелегален през окупацията, заловен в 1943 година и затворен в атинския затвор „Аверов“, осъден на смърт, но освободен в 1944 година след изтеглянето на окупаторите, участва в Декемврийските събития в Атина, в Кесариани, където загива[8]
- Костадин Шиперков (Коста, Динко), български революционер от ВМОРО, дъмбенски селски войвода през 1903 година, взел участие в сражението при Локвата и Виняри[9]
- Кръсто Мангов (1912 – 1949), гръцки партизанин и деец на НОФ
- Кръстьо Калабуров (Ставри, Ставро Калабуров, 1877 – 1939), български революционер, македоно-одрински опълченец, Костурска съединена чета[5]

### Л
- Лабро Попфилипов (1886 - 1977), български революционер и общественик
- Ламбро Караджов (1863 – след 1943), български революционер
- Лазар Москов (1877 – 1902), български революционер
- Лазар Поптрайков (1876 – 1903), български революционер
- Лазар Търповски (1901-1943), гръцки комунистически деец
- Ламбро Димитров (р. 1922), български футболист и лекар
- Ламбро Москов, гръцки комунистически деец на НОФ.
- Ламбро Шмагранов (1892 -1972), български общественик и предприемач в САЩ
- Лина Янева Жундова, членка на КПГ от 1943 г., войник на ДАГ в Гражданската война (1948 - 1949), след края на Гражданската война в 1949 година заминава за Полша, после за Унгария, а в 1953 година се установява със семейството си във Варна, България, оставя спомени[10]

### Н
- Наум Багалов (1882 – 1955), български революционер
- Наум Вивков (1916 – 1948), гръцки комунист, участник в редовете на ЕЛАС по време на съпротивата; войник на ДАГ, командир на военно подразделение; тежко ранен в битката на Грамос през 1948 година, където умира[11]
- Наум Илиев Кенков, български революционер, деец на ВМОРО[3]
- Наум Петров Джурков (1877 – след 1943), български революционер[12]
- Николай Димитров Пачков (1924 - ?), член на ГКП от 1941 г., партизанин на ЕЛАС (1942 - 1944), войник на ДАГ (1946 - 1949), след разгрома на ДАГ в 1949 година емигрира в СССР, в 1956 г. се заселва в България, оставя спомени[13]

### П
- Павел Филипов Калков (1927 - ?), ятак на ЕЛАС (1942 - 1944), войник на ДАГ (1947 - 1949), тежко ранен е лекуван дълго в Будапеща, в 1954 година се установява във Варна, България, оставя спомени[14]
- Павле Караджов, български революционер, деец на ВМОРО[3]
- Панайот Хаджиев (1900 – 1964), български комунистически деец

### С
- Ставро Здрольов (? - 1903), български революционер, деец на ВМОРО, загинал в Илинденско-Преображенското въстание[15]

### Ф
- Филип Лазаров Караджов (1880 - 1960), български революционер
- Филип Москов, български революционер и общественик
- Филип Търповски, български свещеник и революционер, член на костурския околийски революционен комитет

### Х
- Христина Вучкова (1905 - ?), българска народна певица, емигрира в Свободна България, от нея проф. Николай Кауфман записва в 1955 година песен, изпълнявана в Костурско[16]
- Христо Л. Каракашев, български емигрантски деец, член на Настоятелството на Костурското братство
- Христо Поптраянов (1897 - ?), гръцки комунистически деец
- Христо Юбруков (Χρήστος Γιουμπρούκης), гръцки андартски деец, агент от I ред, убит от българи в Дъмбени[17]
- Христодул Попдимитров (Χριστόδουλος Παπαδημητρίου), гръцки андартски деец, агент от II ред[17]

### Я
- Янаки Москов, български революционер от ВМОК
- Яне Христов Прешленков (? – 1903), деец на ВМОРО, войвода на дъмбенската чета в Костурско по време на Илинденско-Преображенското въстание, участник в сраженията при Локвата и Виняри, загинал във въстанието[18]
- Янка Атанасова Милева (1922 - ?), сестра на Лазо Търповски, в 1938 г. става член на ГКП, ятак на ЕЛАС в 1942 - 1943 г., в 1943 г. бяга в България, оставя спомени[19]

## Македоно-одрински опълченци от Дъмбени
- Борис Иванов, македоно-одрински опълченец, Първа рота на Осма костурска дружина[20]
- Иван Алексов, македоно-одрински опълченец, 46-годишен, търговец, III отделение, Нестроева рота на Седма кумановска дружина[21]
- Иван Стефанов, македоно-одрински опълченец, Четвърта рота на Осма костурска дружина[22]
- Игнат Петров, македоно-одрински опълченец, Четвърта рота на Осма костурска дружина[23]
- Илия Ганев, македоно-одрински опълченец, Първа рота на Осма костурска дружина[24]
- Йоле Велев, македоно-одрински опълченец, Четвърта рота на Осма костурска дружина[25]
- Коста Вълчев (Вълчов), македоно-одрински опълченец, Четвърта рота на Осма костурска дружина[26]
- Коста Христов Трайков, македоно-одрински опълченец, Първа рота на Осма костурска дружина[27], загинал през Първата световна война[28]
- Лазо Наков, македоно-одрински опълченец, Първа рота на Осма костурска дружина[29]
- Ламби Костов (Ламбо), македоно-одрински опълченец, живеещ в Охрид, Четвърта рота на Осма костурска дружина, носител на бронзов медал[30]
- Насо Динев, македоно-одрински опълченец, Първа рота на Осма костурска дружина[31]
- Никола Стоянов, македоно-одрински опълченец, Втора рота на Осма костурска дружина[32]
- Пандо Андреев, македоно-одрински опълченец, Първа рота на Осма костурска дружина[33]
- Петруш Симеонов, македоно-одрински опълченец, Трета рота на Осма костурска дружина[34]
- Слави Антов, македоно-одрински опълченец, Първа и Четвърта рота на Осма костурска дружина[35]
- Тома Гогов, македоно-одрински опълченец, Първа рота на Осма костурска дружина[36]
- Христо Димитров, македоно-одрински опълченец, Четвърта рота на Осма костурска дружина[37]

## Починали в Дъмбени
- Васил Цеманов (? – 1901), гръцки революционер
- Георги Чекаларов (1878 – 1903), български революционер
- Дичо Андонов (1882 – 1903), български революционер
- Кирияко Търповски (? - 1903), български революционер
- Лаки Поповски (? - 1903), български революционер
- Търпо Цуцулев (? – 1903), български революционер

## Други
- Борис Грежов (1899 – 1968), български режисьор, син на Апостол Грежов
- Васил Киров, македоно-одрински опълченец, родом от Лозенград, живеещ в Дъмбени, Четвърта рота на Осма костурска дружина, носител на орден „За храброст“ IV степен[38]